# SsangYong Musso
La SsangYong Musso è un'autovettura fuoristrada prodotta dalla SsangYong Motor Company dal 1993 al 2005. Nata come erede del modello Korando Family è stata sostituita dal modello Rexton.
Durante il suo ciclo di vita ha subito un primo restyling nel 1998 e un secondo nel 2001 dove il nome sul mercato europeo venne cambiato in SsangYong MJ.
Nel 2002 è stata proposta anche una versione con carrozzeria pick-up denominata SsangYong Musso Sports.

## Storia

### Genesi
Lo sviluppo della Musso parti nel 1990; la casa coreana da anni produceva i modelli Korando e Korando Family che non erano altro che una Jeep CJ-7 (il primo) e una Isuzu Trooper (il secondo) prodotti su licenza e la nuova direzione industriale impose la creazione di una nuova gamma di fuoristrada progettati in modo indipendente e specifici. Prendono cosi forma i progetti KJ (erede della Korando) e FJ (acronimo di Future Jeep erede della Family). 

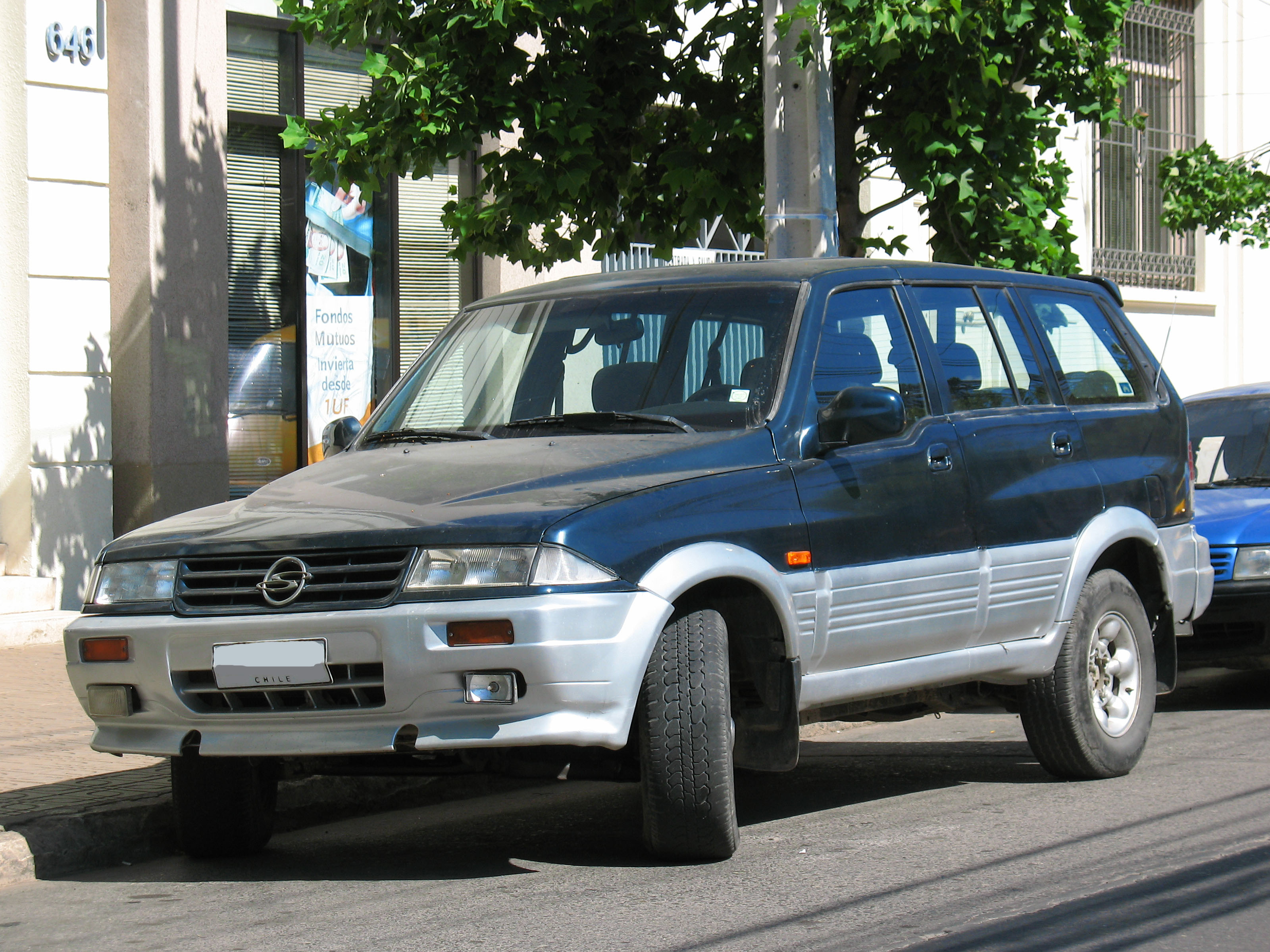
Una Musso con motore 2,9 litri diesel del 1997

Il design venne affidato a Ken Greenley che era a capo dello stile della casa inglese Panther Westwinds che apparteneva al gruppo SsangYong e che proprio in quegli anni venne chiusa; di conseguenza tutto il reparto stilistico ed ingegneristico della Phanter venne mantenuto ma migrarono alla SsangYong in una nuova sede progettuale in Inghilterra. Un primo abbozzo di stile venne denominato Dolphin ed era un fuoristrada con carrozzeria estremamente aerodinamica (con un coefficiente di resistenza aerodinamica pari a 0,36) e abitacolo da berlina di lusso. Approvato lo stile si iniziò a lavorare all'ingegnerizzazione della vettura.
Per la parte tecnica venne studiato un nuovo telaio a longheroni a trazione posteriore con trazione integrale inseribile; la futura gamma del costruttore infatti era orientata verso i veicoli fuoristrada piuttosto che sulle vetture tradizionali.
Nel 1991 la Ssangyong firma una alleanza con il costruttore tedesco Mercedes-Benz per lo sviluppo e la condivisione di tecnologie e si completa così lo sviluppo della Musso; nel particolare di origine tedesca sono i propulsori e i cambi.

### Caratteristiche
Nel luglio 1993 parte ufficialmente la produzione della Musso presso lo stabilimento SsangYong di Pyeongtaek e nell'agosto dello stesso anno viene presentata ufficialmente al pubblico. Il nome Musso in coreano significa Rinoceronte.
Si tratta di una fuoristrada cinque porte con carrozzeria station wagon lunga 4,64 metri, alta 1,735 metri e larga 1,850 metri diretta concorrente di modelli come la Mitsubishi Pajero Sport, la Toyota Land Cruiser e la Nissan Terrano II. L’abitacolo era a cinque posti con optional altri due strapuntini nel bagagliaio ripiegabili.
Stilisticamente la Musso possedeva una linea di rottura rispetto ai vecchi modelli prodotti su licenza, in particolare la carrozzeria possedeva forme squadrate abbinate a nervature di forma triangolare e passaruota circolari in evidenza che la rendevano all’epoca piuttosto innovativa rispetto alla concorrenza. La vetratura laterale era a due livelli e discendeva nelle porte anteriori. I fanali anteriori erano di forma triangolare e si raccordavano alla mascherina che introduceva il nuovo logo SsangYong.
L’interno presentava una plancia composta in un'unica palpebra rivolta al guidatore che includeva la strumentazione e tutti i comandi del climatizzatore e dell’autoradio e si raccordava al tunnel centrale (soluzione stilistica simile a quella adottata dalle Opel e Saab dell’epoca). Per la prima volta debuttarono gli airbag frontali e vari sistema di sicurezza come l’ABS, l’EBD e il controllo trazione. A pagamento sulle versioni di punta la plancia in finta radica e i sedili in pelle.

### Meccanica
La meccanica aveva una impostazione da fuoristrada classico con telaio a longheroni e traverse con scocca separata e sospensioni anteriori a ruote indipendenti a doppio quadrilatero alto con barra stabilizzatrice e posteriori a ponte rigido con quattro bracci, barra Panhard e barra stabilizzatrice. Trasmissione Borg Warner con trazione posteriore e integrale inseribile elettronicamente (tramite selettore), marce ridotte. Assale anteriore Dana 30 e assale posteriore Dana 44. Con il restyling vennero inserite le sospensioni a controllo elettronico in grado di adattarsi al fondo stradale.

## Evoluzione

### Restyling 1998

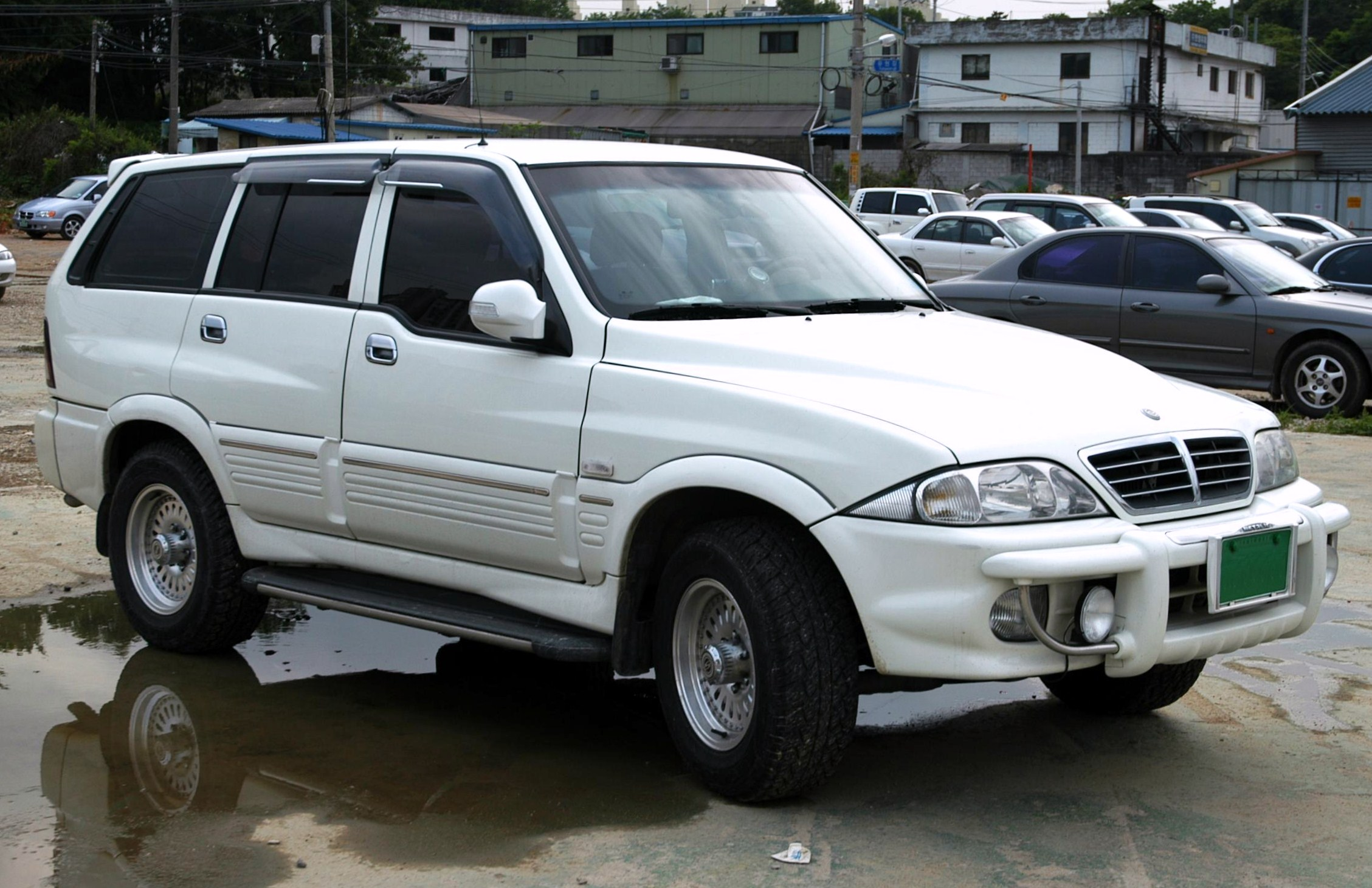
SsangYong Musso restyling 1998

Con l’acquisizione della SsangYong da parte della Daewoo la Musso subì un profondo restyling nel giugno del 1998 che ne ammodernò il design senza stravolgerlo; nel particolare i vertici Daewoo decisero di commercializzare tutti i veicoli prodotti dalla SsangYong attraverso la propria rete commerciale per aumentarne le vendite e allo stesso tempo entrare in nuovi mercati. La Musso, ricevette nuovi paraurti, nuovi fanali anteriori in un unico pezzo e una nuova calandra con bande verticali uguali a quelle adottate dai vari modelli Daewoo come la Lanos e la Nubira. Il logo venne spostato sul cofano. Anche gli interni vennero aggiornati con l'introduzione di nuovi materiali di fattura migliore, nuovi rivestimenti in vera radica, nuove sellerie e nuovi comandi per il clima e il cruscotto. Debuttarono anche i motori turbodiesel sempre di origine Mercedes-Benz. Le sospensioni vennero riviste e debuttarono quelle a controllo elettronico sui modelli di punta. Nel mercato asiatico la Musso quindi venne venduta sia con il marchio SsangYong che con quello Daewoo a seconda della concessionarie. L'unica differenza era nella mascherina che su quella a marchio SsangYong presentava un solo listello cromato verticale. Nel 1999 venne introdotta la versione con sette vere posti (non più due strapuntini ma due sedili classici).

### Restyling 2001
Nel 2001 ci fu l’ultimo restyling e vennero cambiati i paraurti (non più disponibile nella versione a contrasto ma nella colorazione uniformata alla carrozzeria), la grafica dei fanali e la mascherina che ora inglobava di nuovo il marchio SsangYong. Per l’occasione la Musso venne ribattezzata SsangYong MJ sul mercato europeo. La gamma motori venne riomologata Euro 3 e venne arricchita la dotazione di sicurezza.

### Musso Sports (pick-up)

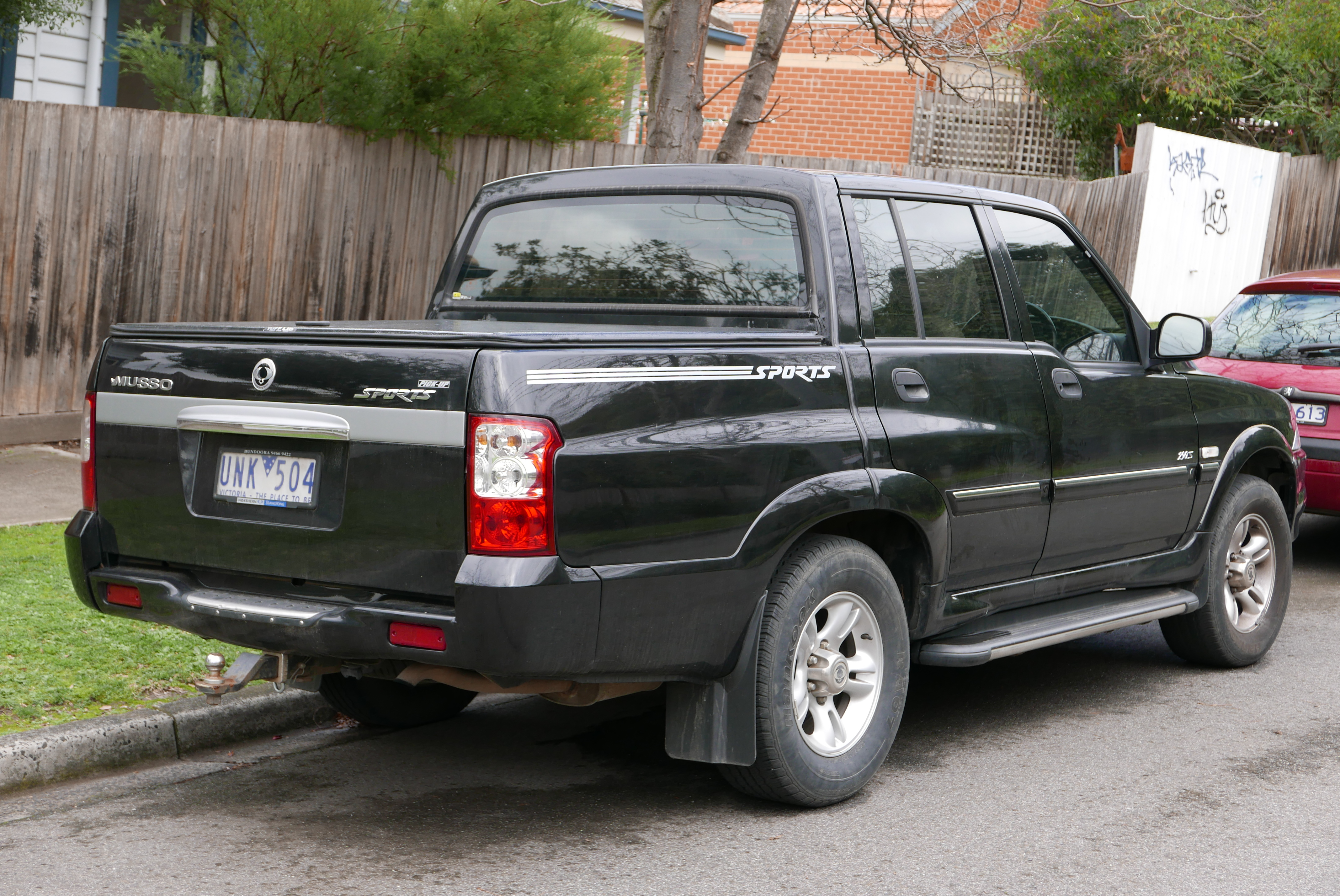
La versione pick-up denominata Musso Sports

Nel 2002 viene presentata la versione pick-up denominata Musso Sports (codice progettuale P100) a quattro porte e cinque posti con cassone posteriore. Dalla Musso eredita il design del muso (versione 2001) e gli interni e le stesse motorizzazioni. Il passo della versione pick-up venne allungato fino a 2,750 metri e la carrozzeria era lunga complessivamente 4,94 metri, larga 1,86 metri e alta 1,76 metri. Le sospensioni posteriori vennero riprogettate in modo da poter sopportare un carico utile massimo di 854 kg e di trainare fino a 3500 kg. In Europa sarà venduta a partire dalla fine del 2003 con il solo motore 2,9 litri turbodiesel OM661 da 120 cavalli omologato Euro 3.

## Motorizzazioni
Al debutto la gamma motori era composta da tre propulsori alimentati a benzina e due diesel; il diesel più compatto era il motore 2,3 litri Mercedes-Benz OM601 aspirato erogante 80 cavalli e 152 Nm di coppia massima abbinato ad una trasmissione manuale a 5 rapporti Borg Warner con riduttore.
Dal fine 1998 il motore 2.3 è stato dotato di turbocompressore (serie OM661) e la potenza massima sali a 101 cavalli. La versione turbodiesel affiancò la versione aspirata rimasta in listino. Sempre dal 1998 il 2.3 venne proposto anche nella versione a due sole ruote motrici posteriori.
Nell’ottobre 2000 debuttò il nuovo 2.3 turbo diesel serie OM661 omologato Euro 3 erogante 205 Nm di coppia massima che sostituì i vecchi 2.3 OM601 sia aspirato che turbo.
Un secondo diesel era il 2.9 litri cinque cilindri Mercedes-Benz OM602 erogante 99 cavalli e 190 Nm di coppia massima proposto con trazione integrale e cambio manuale a 5 rapporti con ridotte Borg Warner e automatico a 4 rapporti con ridotte.
Dal 1998 debuttó anche la versione turbodiesel potenziata a 120 cavalli e 250 Nm di coppia massima.
Nell’ottobre 2000 debuttò il 2.9 turbodiesel Mercedes-Benz OM662 Euro 3 che mandò in pensione il vecchio 2.9 OM602.

## Riutilizzo del nome
La denominazione Musso Sports è stata riutilizzata dalla SsangYong nel 2018 per un pick-up basato sulla piattaforma SsangYong Rexton.